# Glyptemys
Le testuggini palustri scolpite (Glyptemys Agassiz, 1857) sono un genere di testuggini appartenente alla famiglia degli emididi, originarie del Nord America.

## Specie
- Glyptemys insculpta (Le Conte, 1830) – testuggine palustre scolpita dei boschi
- Glyptemys muhlenbergii (Schoepff, 1801) – testuggine palustre scolpita dei pantani

## Etimologia
Il nome scientifico Glyptemys è una latinizzazione del greco antico γλυπτός ‑ή ‑όν (glyptós ‑ḗ ‑ón, «cesellato, scolpito»; derivato di γλύφω, trascr. glýphō) ed ἐμύς ‑ύδος (emýs ‑ýdos, «tartaruga d'acqua dolce»; cfr. Emys) e fa riferimento al carapace sfaccettato della G. insculpta, causato dalla naturale piramidalizzazione degli scuti.